# Ronde van Spanje 2007/Vijftiende etappe
De vijftiende etappe van de Ronde van Spanje 2007 vond plaats op 16 september 2007 en voerde van Villacarrillo naar Granada, door bergachtig gebied in de regio Andalusië. De etappe was 201 kilometer lang. Er waren twee tussensprints en drie beklimmingen: twee van de derde categorie en een van de eerste categorie. De top van de laatste beklimming lag op twintig kilometer van de finish.

## Verslag
In het eerste uur vonden er geen serieuze ontsnappingspogingen plaats. Achter in het peloton had voormalig goudentruidrager Stijn Devolder het moeilijk, nadat hij in de veertiende etappe ten val was gekomen. Na 45 kilometer maakte zich vooraan een groep van ongeveer twintig renners los, met onder meer Damiano Cunego, Haimar Zubeldia, Stef Clement, Daniele Bennati en Jurgen Van Goolen. Na 65 kilometer was de voorsprong drie minuten en na 80 kilometer een maximale 4'30".
In de aanloop naar de Alto de Monachil, de laatste beklimming van de etappe, nam de marge snel af. In de beklimming moesten verschillende renners afhaken. Vijf kilometer voor de top waren alleen nog David López García en Cunego over. Op minder dan een minuut daarachter was een groep gevormd met de belangrijkste klassementsrenners, waaronder Denis Mensjov, Carlos Sastre, Cadel Evans en Vladimir Jefimkin. Manuel Beltrán achterhaalde achtereenvolgens López García en Cunego en kwam met zestien seconden voorsprong op de Italiaan over de top. Cunego had nog een kleine marge op Samuel Sánchez en Luis Pérez.
In de afdaling wist Sánchez Cunego in te halen en bij Beltrán te komen. De sprint tussen het tweetal was voor Sánchez. Carlos Barredo en Igor Antón eindigden op 24 seconden op de plaatsen drie en vier, voor een groep van acht renners met onder andere Mensjov, Jefimkin en Evans op 41 seconden. Belangrijkste verliezer was de Belg Stijn Devolder, die op een achterstand van 2'32" over de meet kwam en uit de top-10 van het klassement viel. De Belg Van Goolen nam de leiding in het bergklassement over van Mensjov.

### Tussensprints
- Eerste tussensprint in Torreperogil, na 17 km: Koldo Fernández
- Tweede tussensprint in Monachil, na 172 km: Daniele Bennati

### Beklimmingen
- Puerto Torrecandela (3e), na 96 km: Jurgen Van Goolen
- Puerto de los Blancares (3e), na 139 km: Jurgen Van Goolen
- Alto de Monachil (1e), na 181 km: Manuel Beltrán

### Opgaves
- De Fransman Mickaël Delage van La Française des Jeux ging niet van start.
- De Zwitser Aurélien Clerc van Bouygues Télécom staakte de strijd na 59 kilometer, waardoor zijn ploeg met nog slechts drie renners in koers overbleef.
- De Duitser Andreas Klier van T-Mobile, winnaar van de dertiende etappe, gaf op na 148 kilometer.

## Uitslag
| rang | renner            | land      | ploeg                 | tijd      |
| ---- | ----------------- | --------- | --------------------- | --------- |
| 1    | Samuel Sánchez    | Spanje    | Euskaltel-Euskadi     | 4u 45'59" |
| 2    | Manuel Beltrán    | Spanje    | Liquigas              | z.t.      |
| 3    | Carlos Barredo    | Spanje    | Quick·Step-Innergetic | op 24"    |
| 4    | Igor Antón        | Spanje    | Euskaltel-Euskadi     | z.t.      |
| 5    | Daniel Moreno     | Spanje    | Relax-GAM             | op 41"    |
| 6    | Damiano Cunego    | Italië    | Lampre                | z.t.      |
| 7    | Vladimir Jefimkin | Rusland   | Caisse d'Epargne      | z.t.      |
| 8    | Cadel Evans       | Australië | Predictor-Lotto       | z.t.      |
| 9    | Denis Mensjov     | Rusland   | Rabobank              | z.t.      |
| 10   | Luis Pérez        | Spanje    | Andalucía-Cajasur     | z.t.      |

## Klassementen

### Algemeen klassement
| rang | renner            | land      | ploeg                 | tijd       |
| ---- | ----------------- | --------- | --------------------- | ---------- |
| 1    | Denis Mensjov     | Rusland   | Rabobank              | 62u 32'27" |
| 2    | Vladimir Jefimkin | Rusland   | Caisse d'Epargne      | op 2'01"   |
| 3    | Cadel Evans       | Australië | Predictor-Lotto       | op 2'27"   |
| 4    | Carlos Sastre     | Spanje    | Team CSC              | op 3'02"   |
| 5    | Samuel Sánchez    | Spanje    | Euskaltel-Euskadi     | op 4'01"   |
| 6    | Ezequiel Mosquera | Spanje    | Karpin-Galicia        | op 4'35"   |
| 7    | Manuel Beltrán    | Spanje    | Liquigas              | op 5'15"   |
| 8    | Vladimir Karpets  | Rusland   | Caisse d'Epargne      | op 6'17"   |
| 9    | Carlos Barredo    | Spanje    | Quick·Step-Innergetic | op 6'22"   |
| 10   | Igor Antón        | Spanje    | Euskaltel-Euskadi     | op 7'41"   |

### Puntenklassement
| rang | renner              | land   | ploeg                 | punten |
| ---- | ------------------- | ------ | --------------------- | ------ |
| 1    | Paolo Bettini       | Italië | Quick·Step-Innergetic | 101    |
| 2    | Daniele Bennati     | Italië | Lampre-Fondital       | 93     |
| 3    | Alessandro Petacchi | Italië | Team Milram           | 90     |

### Bergklassement
| rang | renner            | land    | ploeg             | punten |
| ---- | ----------------- | ------- | ----------------- | ------ |
| 1    | Jurgen Van Goolen | België  | Discovery Channel | 78     |
| 2    | Denis Mensjov     | Rusland | Rabobank          | 75     |
| 3    | Vladimir Jefimkin | Rusland | Caisse d'Epargne  | 45     |

### Combinatieklassement
| rang | renner            | land      | ploeg            | punten |
| ---- | ----------------- | --------- | ---------------- | ------ |
| 1    | Denis Mensjov     | Rusland   | Rabobank         | 7      |
| 2    | Vladimir Jefimkin | Rusland   | Caisse d'Epargne | 14     |
| 3    | Cadel Evans       | Australië | Predictor-Lotto  | 17     |

### Ploegenklassement
| rang | ploeg             | land       | tijd        |
| ---- | ----------------- | ---------- | ----------- |
| 1    | Caisse d'Epargne  | Spanje     | 187u 39'22" |
| 2    | Euskaltel-Euskadi | Spanje     | op 16'38"   |
| 3    | Team CSC          | Denemarken | op 20'54"   |

1e etappe ·
2e etappe ·
3e etappe ·
4e etappe ·
5e etappe ·
6e etappe ·
7e etappe ·
8e etappe ·
9e etappe ·
10e etappe ·
11e etappe ·
12e etappe ·
13e etappe ·
14e etappe ·
15e etappe ·
16e etappe ·
17e etappe ·
18e etappe ·
19e etappe ·
20e etappe ·
21e etappe

Startlijst · Eindstanden · Afbeeldingen